# SoCal Uncensored
SoCal Uncensored ( SCU ) é uma stable de luta profissional formada por Christopher Daniels, Frankie Kazarian e Scorpio Sky. Eles atualmente trabalham para a All Elite Wrestling (AEW) onde venceram uma vez o AEW Wolrd Tag Team Championship com Kazarian e Sky.
Daniels e Kazarian formaram uma dupla durante seu tempo na Total Nonstop Action Wrestling (TNA), onde venceram o TNA World Tag Team Championship duas vezes.  Depois de uma rivalidade com AJ Styles, foram nomeados como Bad Influence e permaneceram na promoção até 2014. Depois de deixar a TNA, ambos assinaram com a Ring of Honor (ROH), onde trabalharam como The Addiction, ganhando o ROH World Tag Team Championship duas vezes. Mais tarde, Scorpio Sky se juntou à equipe, formando um stable conhecida como SoCal Uncensored.
O trio deixou a ROH em 2019 e assinou com a AEW, onde Kazarian e Sky se tornaram os campeões inaugurais do AEW Wolrd Tag Team Championship.

## História

### Formação (2011)
Christopher Daniels e Kazarian formaram dupla pela primeira vez na TNA como membros do grupo Fortune em 2011. Kazarian tinha sido um dos primeiros dos dois membros fundadores do Fortune ao lado de A.J. Styles em 2010, enquanto Daniels faria seu segundo retorno à TNA para se juntar ao Fortune, em sua rivalidade contra o Immortal após Styels ser machucado durante o pay-per-view Lockdown. Após o Lockdown  com Fortune derrotando Immortal na luta Lethal Lockdown no evento principal, Daniels foi confirmado como membro da Fortune, e ele e Kazarian, que era o Campeão da X Division na época o perderia cerca de um mês depois, e continuaria a busca-lo nos próximos meses. Isso levaria até o Destination X em 10 de julho, primeiro pay-per-view completo da X Division, onde Kazarian derrotaria Samoa Joe, enquanto Daniels enfrentaria Styles no evento principal, com Styles saindo vitorioso. Durante semanas depois, Daniels iria começar a falar mal de Styles, que levaria a uma luta no Hardcore Justice, onde AJ, Daniels e Kazarian derrotariam três membros do Immortal em uma luta de trios.
Pouco depois, foi revelado que Daniels queria uma revanche do seu encontro no Destination X, que Styles finalmente concedeu em 1 de setembro no episódio do Impact Wrestling, onde Daniels conseguiu a vitória. Após a luta, no entanto, Daniels se recusou a apertar a mão de Styles. No episódio de 22 de setembro do Impact Wrestling, Daniels se recusou a devolver o favor e dar a Styles uma revanche, o que levou a uma rivalidade entre os dois. Quando os dois finalmente foram separados um do outro por Kazarian, Daniels chutou Styles na virilha, se tornando um vilão e deixando o Fortune. Duas semanas mais tarde, foi anunciado que, a pedido de Daniels, ele e Styles se enfrentariam no Bound for Glory em uma luta "I Quit". Em 16 de outubro no Bound for Glory, Daniels se rendeu durante a luta "I Quit" depois de ser ameaçado com uma chave, mas continuou a rivalidade, atacando Styles depois da luta. No episódio de 27 de outubro do Impact Wrestling, Daniels entrou em uma rivalidade com Rob Van Dam, após bater-lhe com uma caixa de ferramentas durante uma luta entre os dois e, assim, perder por desqualificação. Esta disputa envolveria Van Dam parar Daniels a usando uma chave em uma luta contra Styles no episódio de 10 de novembro do Impact Wrestling, bem como perdendo para Van Dam nas lutas nos pay-per-views Turning Point em 13 de novembro, e em 11 de dezembro no Final Resolution.

### Rivalidade com A.J. Styles e campeões mundiais de duplas (2012-2013)
Daniels então retornou a sua rivalidade com A.J. Styles, conseguindo convencer Kazarian para ligar ele no episódio de 5 de janeiro de 2012 do Impact Wrestling, efetivamente colocar o prego no caixão do já extinto Fortune. No episódio de 9 de fevereiro do Impact Wrestling, Daniels derrotou Styles em uma luta individual com a ajuda de Kazarian, que agora estava mostrando sinais de que Daniels estava segurando algo sobre sua cabeça e forçou-o a ligar Styles contra a sua vontade. Em 18 de março no Victory Road, Daniels e Kazarian foram derrotados em um combate de duplas por Styles e Mr. Anderson. A rivalidade continuou em 15 de abril no Lockdown, onde as duas duplas estavam em times opostos na luta Lethal Lockdown. A equipe de Styles e Anderson, liderada por Garett Bischoff, acabou derrotando a equipe de Daniels e Kazarian, liderada por Eric Bischoff.
Durante a ausência de Styles do Impact Wrestling, Daniels e Kazarian voltaram suas atenções para o TNA World Tag Team Championship, atacando campeões Magnus e Samoa Joe em 26 de abril. No episódio de 10 de maio do Impact Wrestling, Kazarian revelou que ele originalmente se alinhou com Daniels para mantê-lo de revelar o segredo dre Styles, mas mudou de ideia depois de saber que o segredo. Daniels então revelou o segredo, uma série de fotografias insinuando uma relação entre Styles e presidente da TNA, Dixie Carter. Três dias depois, no Sacrifice, Daniels e Kazarian derrotaram Magnus e Samoa Joe para ganhar o TNA World Tag Team Championship pela primeira vez. Mais tarde, no evento, Daniels e Kazarian custaram a A.J. Styles sua lutaa com Kurt Angle, que depois virou sobre os dois, poupando Styles de se abater. Em 31 de maio, Daniels lutou no evento principal de um episódio ao vivo do Impact Wrestling, perdendo para A.J. Styles em uma luta individual. Após a luta, Daniels e Kazarian atacaram ambos Styles e Angle, que tentaram fazer o salvamento, antes de rolar um áudio de uma conversa telefônica para provar um caso entre Styles e Carter. A fita foi abruptamente interrompida por Carter terminando o show. Em 10 de junho no Slammiversary, Daniels e Kazarian perderam o TNA World Tag Team Championship para Styles e Angle.
No episódio seguinte do Impact Wrestling, Daniels entrou no Bound for Glory Series, tomando parte na luta gauntlet, do qual ele eliminou ambos Styles e Angle, antes de ser eliminado pelo próprio James Storm. No episódio de 21 de junho do Impact Wrestling, Styles e Carter provaram que Daniels e Kazarian estavam mentindo sobre seu relacionamento através da produção de uma mulher grávida chamada Claire, que haviam ajudado a superar seus vícios. Na semana seguinte, Kazarian brincou com Daniels, alegando que ele tinha sido enganado. No entanto, no evento principal da noite, Kazarian revelou que ele ainda estava do lado de Daniels, quando os dois derrotaram Styles e Angle, após Kazarian bater em Styles com uma cadeira de aço, para recuperar o TNA World Tag Team Championship. Após a vitória, Daniels admitiu que Styles e Carter tinham dito a verdade sobre Claire, mas alegou que eles tinham deixado de fora a parte sobre Styles de ser o pai de seu bebê. Em 8 de julho no Destination X, Daniels foi derrotado por Styles numa luta Last Man Standing. No episódio de 8 de agosto do Impact Wrestling, Daniels e Kazarian, se auto nomearam como "Os campeões mundiais de duplas do mundo" ("The World Tag Team Champions of the World"), fez a sua primeira defesa televisionada do TNA World Tag Team Championship, derrotando Devon e Garett Bischoff. A participação Daniels no Bound for Glory Series 2012 terminou no episódio seguinte do Impact Wrestling com uma derrota contra AJ Styles, deixando-o fora de uma vaga nas semifinais. Como resultado da vitória, Styles também ganhou um teste de paternidade, que revelou que Claire não estava grávida. A história terminou com Claire, por meio de seu advogado, revelando Daniels e Kazarian montaram a história para chantagear Styles com sua gravidez falsa. Em 6 de setembro, como parte do primeiro "Championship Thursday", Daniels e Kazarian defenderam com sucesso o TNA World Tag Team Championship contra Chavo Guerrero e Hernandez. Três dias depois, No Surrender, Daniels e Kazarian fizeram outra defesa de título bem sucedida contra os campeões anteriores, A.J. Styles e Kurt Angle. Em 14 de outubro no Bound for Glory, Daniels e Kazarian perderam o TNA World Tag Team Championship para Chavo Guerrero e Hernandez em uma luta de três duplas, que também incluiu A.J. Styles e Kurt Angle. Daniels e Kazarian receberam a sua revanche em 11 de novembro no Turning Point, mas foram novamente derrotados por Guerrero e Hernandez. Em 9 de dezembro no Final Resolution, Daniels venceu A.J. Styles no que foi anunciado como a "luta final", depois de bater Styles com seu Styles Clash, terminando a rivalidade.
Em 9 de dezembro no Final Resolution, Kazarian foi derrotado por James Storm em uma luta individual, e novamente em 3 de janeiro de 2013 no episódio do Impact Wrestling, começando uma rivalidade entre Bad Influence (como Kaz e Daniels agora são chamados) e Storm. No Genesis, Daniels derrotou Storm e recebeu uma chance pelo TNA World Heavyweight Championship na edição de 24 de janeiro do Impact Wrestling. Ele perderia para o campeão Jeff Hardy na luta pelo título.

### Aliança com Bobby Roode (2013)
Em 10 de março no Lockdown, o Bad Influence, sem sucesso, desafiou Austin Aries e Bobby Roode pelo TNA World Tag Team Championship em uma luta de três duplas, envolvendo também Chavo Guerrero, Jr. e Hernandez. Em abril, Daniels e Kazarian começaram a ameaçar uma reunião do Fortune para batalhar contra o grupo Aces & Eights, no entanto, este plano foi frustrado por A.J. Styles e Bobby Roode que recusam as ofertas para se juntar a eles. Os Bad Influence enfrentaram Austin Aries e Bobby Roode em uma luta para determinar os desafiantes número um ao World Tag Team Championship em 9 de maio no episódio do Impact Wrestling, no entanto, o combate terminou sem vencedor depois de árbitro convidado especial James Storm aplicar um superkick em Daniels e Aries e abandonou a luta. Em 2 de junho no Slammiversary XI, Bad Influence não conseguiram capturar o World Tag Team Championship de Chavo Guerrero, Jr. e Hernandez em uma luta de quatro duplas de eliminação, que também incluiu Austin Aries e Bobby Roode e foi vencida por Gunner e James Storm. Em 13 de junho no episódio do Impact Wrestling, Daniels e Kazarian derrotaram Gunner e Storm em uma luta sem o título em jogo para se qualificarem para o Bound for Glory Series de 2013. Enquanto Daniels começou a série com sete pontos com a vitória por pinfall sobre Hernandez, Kazarian viria a perder todos os seus combates iniciais. Em 11 de julho no episódio do Impact Wrestling, Kazarian e Bobby Roode derrotaram Daniels e Austin Aries em uma luta de duplas, com Kazarian fazendo o pinfall em Daniels para conseguir a vitória, para se qualificar para a luta gauntlet no final da noite. Durante o combate, no entanto, Kazarian foi o primeiro homem eliminado por A.J. Styles.
No episódio de 8 de agosto do Impact Wrestling, Daniels e Kazarian se enfrentaram em uma luta pela Bound for Glory Series, mas, apesar da tensão provocada no início da noite, os dois intencionalmente deixaram o ringue para que a luta acabasse em empate para que cada um ganhasse de dois pontos no torneio. Depois, Daniels e Kazarian se aliaram com Bobby Roode para formar uma nova força, destinados a um dos três ganhar o Bound for Glory Series. Com a ajuda dos outros, ambos Kazarian e Roode faturaram vinte pontos cada em 15 de agosto no Impact Wrestling: Hardcore Justice, com Kazarian ganhando uma luta de escadas e Roode vencendo uma luta de mesas. Na semana seguinte, o trio rotulou-se "Extraordinary Gentlemen's Organization" (EGO) e Roode e Kazarian derrotaram os campeões mundiais de duplas da TNA Gunner e James Storm em uma luta sem o título em jogo. O EGO também iria tentar recrutar o ex-parceiro de dupla de Roode Austin Aries, mas este recusou a oferta, atacando Daniels e custando-lhe a sua luta pelo Bound for Glory Series. No Impact Wrestling: No Surrender, Roode foi derrotado por Magnus e depois, o EGO interferiu e atacou ambos Styles Magnus na final do Bound for Glory Series. Na semana seguinte, os EGO derrotaram a The New Main Event Mafia (Sting, Magnus e Samoa Joe).

### Rivalidade com Joseph Park e abandono (2013–2014)
Após isso, o trio raramente passou a lutar juntos. Daniels e Kazarian começaram uma rivalidade com Joseph Park e seu irmão Abyss e Eric Young. Durante o pré-show do Bound for Glory em uma luta gautlet para definir os desafiantes o TNA World Tag Team Championship mais tarde naquela noite, os Bad Influence foram eliminados por Park e Young. Durante o show, Daniels e Kazarian foram ao ringue para dizerem que eram "o rosto da TNA". Young os interrompeu e os Bad Influence começaram a ataca-lo. Porém Abyss veio ao socorro de Young. No mesmo dia, Roode derrotou Kurt Angle. Um mês depois, no Impact Wrestling: Turning Point, Bobby Roode derrotou seu antigo rival James Storm em uma luta death match para avançar as semifinais do torneio pelo vago TNA World Heavyweight Championship, enquanto Kazarian e Daniels continuaram sua rivalidade com Park, insultado ele e o seu irmão, Abyss. Em 12 de dezembro de 2013, Daniels e Kazarian foram derrotados por Park e Eric Young quando Young fez Parks sangrar. Em 26 de dezembro de 2013, a Bad Influence foi derrotada novamente por Park, em uma luta Monster's Ball. Em 2 de março de 2014, Daniels e Kazarian faziam parte de um grupo de lutadores da TNA que participaram do evento da Wrestle-1, o Kaisen:Outbreak em Tóquio, no Japão, onde eles derrotaram os Junior Stars (Koji Kanemoto e Minoru Tanaka) em uma luta de duplas. Em 9 de março de 2014 no Lockdown, a Bad Influence, juntamente com Chris Sabin foram derrotados pelos lutadores da Wrestle-1 The Great Muta, Sanada, e Yasu em uma luta de trios em uma jaula de aço. Em 12 de abril de 2014 no evento X-Travaganza II, Daniels e Kazarian foram derrotados por The Wolves (Eddie Edwards e Davey Richards) no "EC3 Invitational ladder match" onde os vencedores receberam US$ 25.000. Esta foi a última aparição de Daniels na TNA, já que ele anunciou sua saída da empresa em 23 de abril.

## No wrestling
- Movimentos de finalização da dupla
  - Combo Lariat (Daniels) / Chop block (Kazarian)
- Movimentos secundários da dupla
  - Slingshot elbow (Daniels) seguido por um Slingshot leg drop (Kazarian)
- Alcunhas
  - "The New Face of Impact Wrestling"[60] – Daniels
  - "The Physical Fascination" - Kazarian
  - "The It Factor de Wrestling Profissional" - Roode
  - "The World Tag Team Champions of the World" - ao possuírem o TNA World Tag Team Championship
- Temas de entrada
  - "Wings of a Fallen Angel" ('11 Remix) por Dale Oliver[61]
  - "Devious" por Dale Oliver[62]
  - "Bad Influence" por Dale Oliver[63]

## Campeonatos e prêmios
- All Elite Wrestling
  - AEW World Tag Team Championship (1 vez) - Kazarian e Sky
- DDT Pro-Wrestling
  - Ironman Heavymetalweight Championship (1 vez) – Daniels e Kazarian
- Ring of Honor
  - ROH World Championship (1 vez) – Daniels
  - ROH World Six-Man Tag Team Championship (1 vez)
  - ROH World Tag Team Championship (3 vezes) – Daniels e Kazarian (2), Kazarian e Sky (1)
- Pro Wrestling Illustrated
  - PWI classificou Daniels em #45 dos 500 melhores lutadores individuais na PWI 500 em 2013[64]
  - PWI classificou Kazarian em #56 dos 500 melhores lutadores individuais na PWI 500 em 2013[64]
- Total Nonstop Action Wrestling
  - TNA World Tag Team Championship (2 vezes)[21][26]
- Wrestling Observer Newsletter
  - Melhor dupla do ano (2012)[65]